# إيسترن باي
إيسترن باي هو أحد روافد خليج تشيزبيك الواقع بين مقاطعة آن آن ومقاطعة تالبوت بولاية ماريلاند على الساحل الشرقي. تشمل روافده الرئيسية نهر مايلز ونهر واي. يقع جنوب نهر تشيستر وشمال نهر تشوبتانك وتتصل بنهر تشيستر عبر كينت ناروز.